# Liste der Biografien/Schig
Liste der Biografien |
Portal Biografien |
Personensuche
# |
A |
B |
C |
D |
E |
F |
G |
H |
I |
J |
K |
L |
M |
N |
O |
P |
Q |
R |
S |
T |
U |
V |
W |
X |
Y |
Z |
?
 
Sa |
Sb |
Sc |
Sd |
Se |
Sf |
Sg |
Sh |
Si |
Sj |
Sk |
Sl |
Sm |
Sn |
So |
Sp |
Sq |
Sr |
Ss |
St |
Su |
Sv |
Sw |
Sy |
Sz
 
Sca–Sce |
Sch |
Sci–Scz
 
Scha |
Schc |
Schd |
Sche |
Schg |
Schi |
Schj |
Schk |
Schl |
Schm |
Schn |
Scho |
Schp |
Schr |
Schs |
Scht |
Schu |
Schv |
Schw |
Schy
 
Schia |
Schib |
Schic |
Schid |
Schie |
Schif |
Schig |
Schih |
Schij |
Schik |
Schil |
Schim |
Schin |
Schio |
Schip |
Schir |
Schis |
Schit |
Schiu |
Schiv |
Schiw |
Schiz
Die Liste der Biografien führt alle Personen auf, die in der deutschsprachigen Wikipedia einen Artikel haben. Dieses ist eine Teilliste mit 7 Einträgen von Personen, deren Namen mit den Buchstaben „Schig“ beginnt.

## Schig

### Schiga
- Schiganow, Nasib Gajasowitsch (1911–1988), tatarischer Komponist
- Schiganschina, Nelli Nailjewna (* 1987), russisch-deutsche Eiskunstläuferin
- Schigarew, Pawel Fjodorowitsch (1900–1963), sowjetischer Hauptmarschall der Flieger

### Schigi
- Schigin, Alexander (* 1986), kasachischer Eisschnellläufer
- Schigiol, Dennis (* 1984), deutscher Sänger, Schauspieler und Tänzer

### Schigu
- Schigulenko, Jewgenija Andrejewna (1920–1994), sowjetische Bomberpilotin und Filmregisseurin
- Schiguljow, Ilja Konstantinowitsch (* 1996), russischer Fußballspieler